# Albert Aschl
Albert Aschl (* 1. Februar 1900 in Rosenheim; † 2. August 1982 ebenda) war ein deutscher Archivar und Heimatforscher.

## Leben und Werk
Aschl war seit 1926 Stadtarchivrat im Stadtarchiv Rosenheim und zugleich Kreisheimatpfleger. Das Amt als Archivar übte er bis 1965 aus. Daneben leitete er das städtische Museum und die städtische Galerie. Außerdem war er von 1928 bis 1978 Vorsitzender des örtlichen historischen Vereins. Von ihm stammen zahlreiche Beiträge zur Geschichte der Stadt Rosenheim und des gleichnamigen Landkreises.
1961 erhielt er die Ehrenplakette der Bayerischen Akademie der Schönen Künste und 1968 das Verdienstkreuz 1. Klasse der Bundesrepublik Deutschland. Er war auch Träger der Johannes-Aventinus-Medaille sowie des Ehrenrings der Stadt Rosenheim. Er war der Vater des Rechtswissenschaftlers Albert Josef Aschl (* 1927).

## Schriften
- Bayerisches Land zwischen Bergen und Seen. Rosenheim und sein Landkreis. Rosenheim 1956.
- Alte und neue Straßennamen der Stadt Rosenheim. Rosenheim 1931 (Neuausgabe als Digitalisat mit Kurzinformationen zum Autor (PDF-Datei; 4,06 MB) (Memento vom 16. November 2012 im Internet Archive)).
- 600 Jahre Rosenheim: Festschrift zur Feier der 600jährigen Marktfreiheit 1328 - 1928. Rosenheim 1928.
- Gemäldesammlung der Stadt Rosenheim: Max Bram-Stiftung. Verzeichnis der Werke. Rosenheim 1931.
- Das Weinhaus „Zum Santa“ in Rosenheim. Rosenheim 1932.